# Rauisuchia
Rauisuchia („rauisuchové“) jsou dávno vyhynulou skupinou převážně dravých triasových archosaurů z kladu Pseudosuchia. 

## Charakteristika a význam
Jejich rozkvět nastal především v období druhohorního triasu (asi před 252 až 201 miliony let). Žili po boku nejstarších dinosaurů, kterým také dlouho ekologicky konkurovali. Stejně jako oni měli nohy téměř zcela vzpřímené pod tělem, a dokázali se tak lépe a aktivněji pohybovat.
Na konci triasu, asi před 201 miliony let, však většina těchto archosaurů vyhynula. Teprve tehdy se mohli prosadit větší draví teropodní dinosauři, kteří zaujali jejich místo v ekosystémech následující spodní jury. Čtvernozí rauisuchové dosahovali délky v rozmezí asi 4 až 7 metrů, patřili tedy k největším suchozemským obratlovcům své doby. Jejich hlavy byly masivní, vyzbrojené silnými čelistmi a dobře uzpůsobené k lovu kořisti. Zástupcem skupiny je například také polský Polonosuchus, objevený v Krasiejowě a možná také Smok, objevený v polských Lisowicích.  Fosilie této skupiny známe z mnoha míst světa, včetně jižní Afriky.

## Vyhynutí
Všichni nebo přinejmenším výrazná většina rauisuchů vyhynula v průběhu hromadného vymírání na přelomu triasu a jury v době před 201,3 miliony let. Přesné příčiny tohoto vymírání nejsou dosud známé, je ale jisté, že se jednalo o událost, díky které se dominantní formou suchozemských živočichů stali na dlouhou dobu 135 milionů let populární dinosauři.

## Taxonomie
Dnes rozlišujeme 4 čeledi rauisuchianů:
- †Ctenosauriscidae
- †Poposauridae
- †Prestosuchidae
- †Rauisuchidae